# Chorizopes tikaderi
Chorizopes tikaderi is een spinnensoort in de taxonomische indeling van de wielwebspinnen (Araneidae).
Het dier behoort tot het geslacht Chorizopes. De wetenschappelijke naam van de soort werd voor het eerst geldig gepubliceerd in 1974 door Sadana & Kaur.